# Apalikha
Apalikha (en rus: Апалиха) és un poble de l'óblast de Saràtov, a Rússia, segons el cens del 2010 tenia 519 habitants. Pertany al districte municipal de Khvalinsk.